# Elezioni parlamentari in Costa d'Avorio del 2016
Le elezioni parlamentari in Costa d'Avorio del 2016 si tennero il 18 dicembre per il rinnovo dell'Assemblea nazionale.

## Risultati
| Liste | Voti      | %     | Seggi |
| --- | --------- | ----- | ----- |
| Raggruppamento degli Houphouëtisti per la Democrazia e la Pace - Raggruppamento dei Repubblicani - Partito Democratico della Costa d'Avorio - Raggruppamento Democratico Africano - Partito Ivoriano dei Lavoratori - Movimento delle Forze dell'Avvenire | 1.019.057 | 50,26 | 167   |
| Fronte Popolare Ivoriano | 118.130   | 5,83  | 3     |
| Unione per la Democrazia e la Pace in Costa d'Avorio | 60.566    | 2,99  | 6     |
| Unione per la Costa d'Avorio | 20.806    | 1,03  | 3     |
| Altri <5.000 voti |           |       | -     |
| Indipendenti | 780.629   | 38,50 | 76    |
| Totale |           |       | 255   |